# Neuville-sur-Vannes
Neuville-sur-Vannes település Franciaországban, Aube megyében. Lakosainak száma 469 fő (2022. január 1.). Neuville-sur-Vannes Estissac, Mesnil-Saint-Loup és Aix-Villemaur-Pâlis községekkel határos.

## Népesség
A település népessége az elmúlt években az alábbi módon változott:
| Lakosok száma | 393  | 340  | 327  | 432  | 421  | 420  | 423  | 435  | 446  | 469  |
|               | 1968 | 1982 | 1990 | 2006 | 2013 | 2015 | 2017 | 2019 | 2020 | 2022 |